# Mikkelsaari (ö i Norra Savolax)
Mikkelsaari är en ö i Finland. Den ligger i sjön Siilinjärvi och i kommunen Siilinjärvi i den ekonomiska regionen  Kuopio ekonomiska region  och landskapet Norra Savolax, i den centrala delen av landet, 300 km norr om huvudstaden Helsingfors. Öns area är 3 hektar och dess största längd är 290 meter i öst-västlig riktning.